# ألفريدو سالافيا

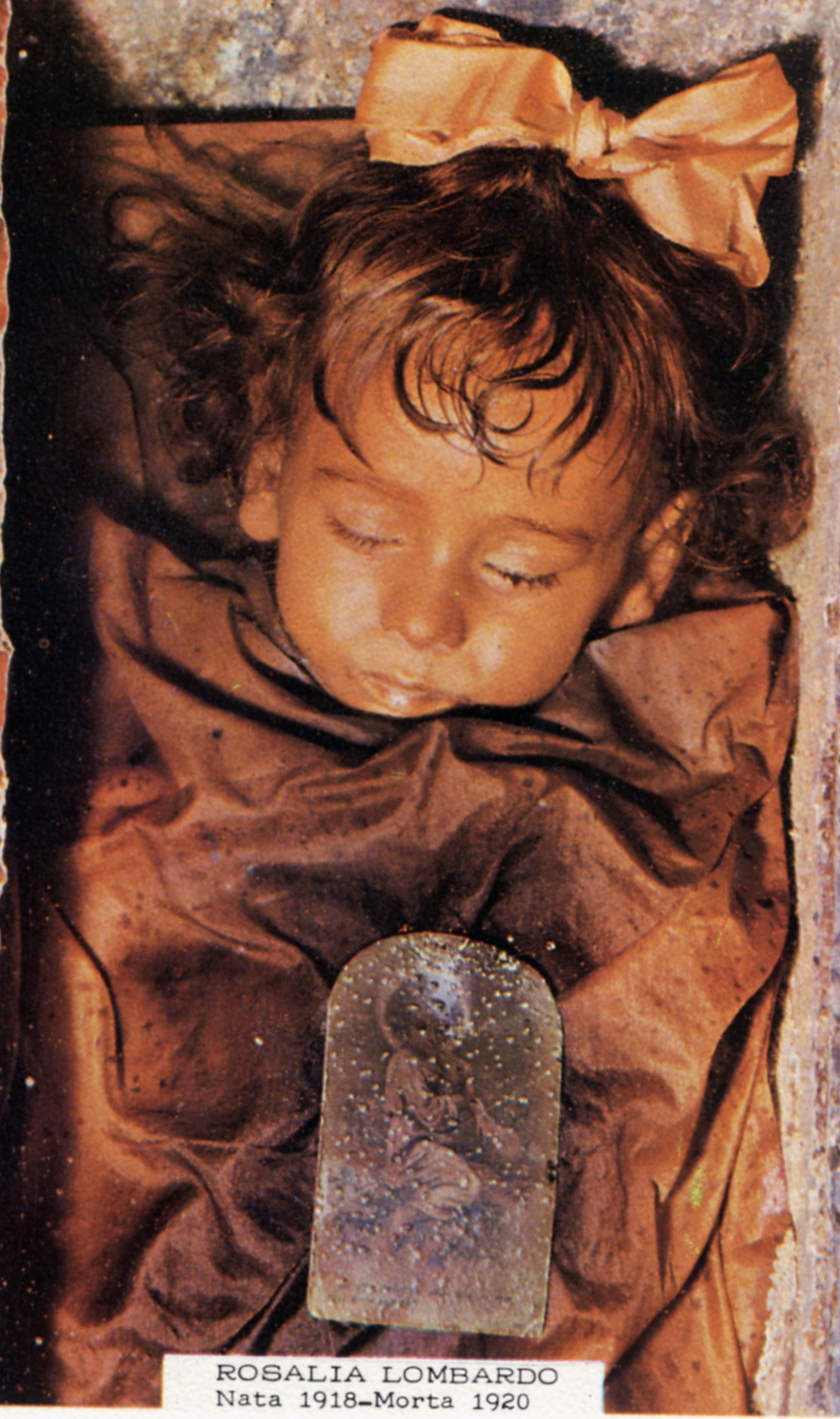
تحنيط الطفلة روزاليا لومباردو

ألفريدو سالافيا (بالإيطالية: Alfredo Salafia)‏ ‏(7 نوفمبر 1869 - 31 يناير 1933) كيميائي وعالم إيطالي ولد في مدينة بالرمو في جزيرة صقلية، وهو من أبرز الكيميائيين الذين مارسوا عملية حفظ وتحنيط الجثث بحقنها بخليط كيميائي كان يقوم بتحضيره بنفسه.
في عام 1899 حصل سالافيا على ترخيص لاستعمال طريقته في تحنيط الجثث البشرية بعدما حقق نجاحا كبيرا على الحيوانات، وقام بأول عملية تحنيط بشرية في مدرسة البروفيسور رانداشيو، وقد لقي بذلك إعجاب العامة والوجهاء على وجه الخصوص الذين اهتموا بحفظ جثث أوليائهم وأقاربهم.
تلقي سالافيا عروضا كثيرة لتحنيط الموتى أهمها على الإطلاق جثة الرئيس فرانسيسكو كرسبي التي لا تزال محفوظة إلى الآن في مدينة نابولي الإيطالية. كما انتقل عام 1910 إلى الولايات المتحدة وقام هناك بتجاربه الناجحة التي زادت من شهرته.
من بين عمليات تحنيط الموتى التي قام بها سالافيا، تبرز مومياء الصغيرة روزاليا لومباردو البالغة من العمر سنتين التي توفيت نتيجة الالتهاب الرئوي عام 1920 والتي تعد أهم وأنجح عملية تحنيط قام بها العالم الإيطالي.
وقد اكتشف مؤخرا الأسلوب الذي اتبعه الدكتور سالافيا في التحنيط عن طريق مذكرة مكتوبة كتبها سالافيا نفسه. استبدل سالافيا دم الفتاة بسائل مكون من الفورمالين لقتل البكتيريا، الكحول لتجفيف الجسم، الجلسرين لمنع الجفاف الزائد، حمض الساليسيليك لقتل الفطريات، والمكون الأهم، أملاح الزنك لإكساب الجسم الليونة. تتكون التركيبة من جزء من الجلسرين، وجزء من الفورمالين مشبع بكبريتات الزنك وكلوريد الزنك، وجزء من محلول الكحول مشبع بحمض الساليسيليك.
كان سالافيا يستخدم مذيب شمع يضعه على ether dietilyc لحقنه في أجزاء جلد الميت المنقبضة ليعيدها لشكلها الطبيعي.